# Риоли-Словцова, Маргарита Николаевна
Маргари́та Никола́евна Словцо́ва-Рио́ли (настоящая фамилия Ано́фриева, 1892—1954) — оперная и камерная певица, педагог. Выступала под сценическим псевдонимом Риоли. Супруга оперного певца, «сибирского соловья» Петра Ивановича Словцова.

## Биография
Маргарита Николаевна окончила Московскую консерваторию по классу сольного пения и спец. фортепиано в 1911 году. Училась по классу вокала профессора В. М. Зарудной-Ивановой вместе с выдающейся русской певицей Н. А. Обуховой. В течение многих лет их связывала крепкая дружба, начавшаяся ещё в консерватории. «Когда будешь знаменитой, — написала Обухова на своей фотографии М. Риоли, — не отказывайся от старых друзей». В характеристике, данной дипломнице М. Н. Анофриевой профессором Зарудной и её мужем Ипполитовым-Ивановым, был отмечен не только исполнительский, но и педагогический талант. Они считали, что Анофриева может вести педагогическую работу и в средних музыкальных заведениях, и в консерваториях. Но Маргарита Николаевна любила оперную сцену и достигла здесь совершенства, исполняя ведущие партии на оперных сценах Тифлиса, Харькова (с 1913 года), Екатеринбурга (1915—1916), Петрограда (Народный дом), Томска, Иркутска, Красноярска.

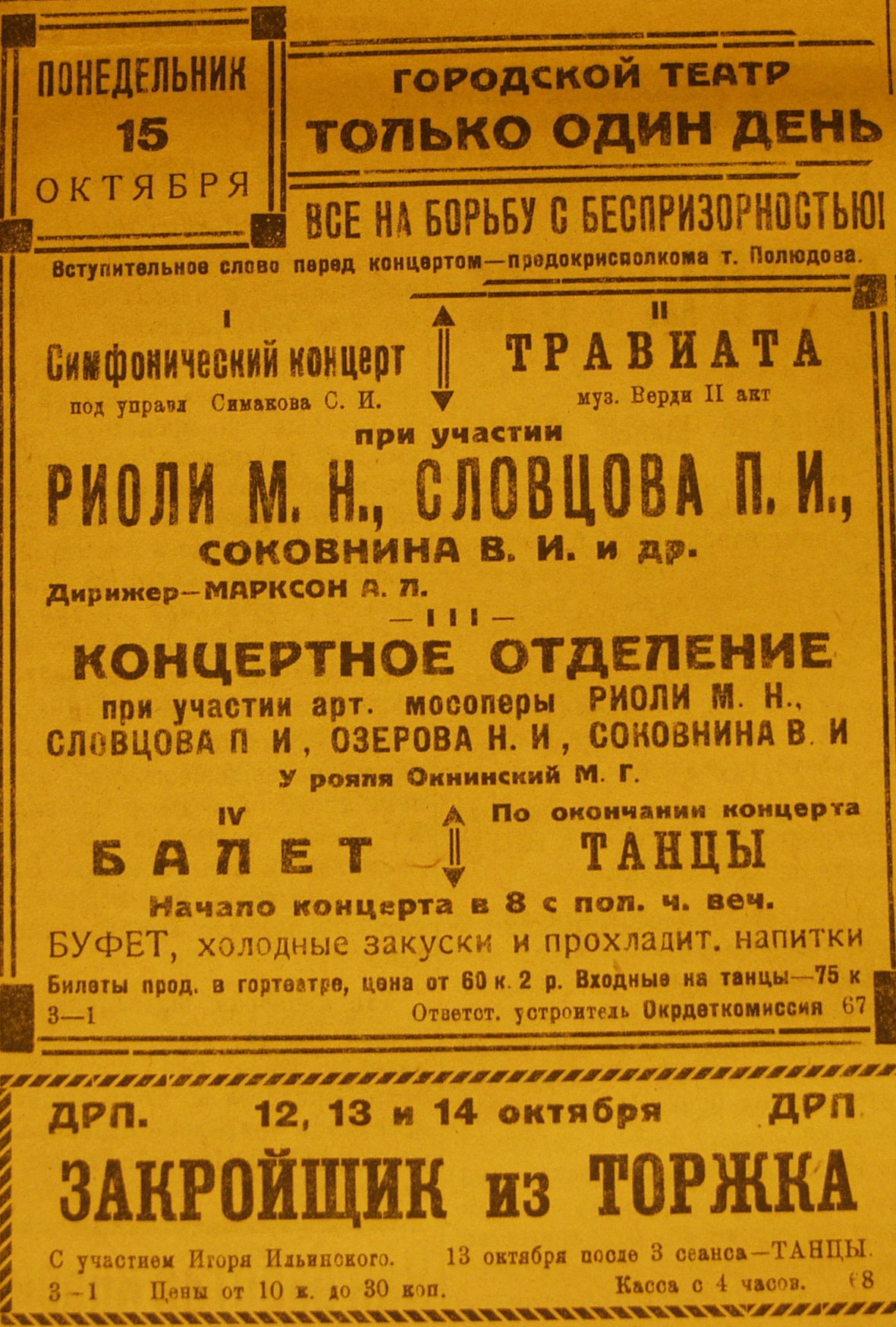
Анонс концерта с участием Риоли М. Н., посвящённой борьбе с беспризорностью. Газета «Красноярский рабочий», 1928 год.

 По свидетельству харбинской газеты "Заря" (1924 г.) являлась лучшей исполнительницей партии Татьяны в опере "Евгений Онегин".

. По общим отзывам, она лучшая в России “Татьяна”, “Таис” и “Шарлотта”— Мелихов Г. В. Середина 20-х. Белый Харбин. – М.: Русский путь, 2003 сс.385-390
В 1915 году М. Н. Анофриева вышла замуж за П. И. Словцова, и отныне их путь на оперной сцене и в концертных выступлениях проходит в тесном сотрудничестве. Ею были исполнены партии: Наташа («Русалка» А. С. Даргомыжского), Горислава («Руслан и Людмила» М. И. Глинки), Тамара («Демон» А. Г. Рубинштейна), Фатима («Кавказский пленник» Ц. А. Кюи), Маша («Дубровский» Э. Ф. Направника), Лиза («Пиковая дама» П. И. Чайковского), Мария («Мазепа» П. И. Чайковского), Оксана («Черевички» П. И. Чайковского), Иоланта («Иоланта» П. И. Чайковского), Рукайя («Измена» М. М. Ипполитова-Иванова), Паж Урбан («Гугеноты» Дж. Мейербера), Миньон («Миньон» А. Тома), Недда(«Паяцы» Р. Леонковало), Микаэла («Кармен» Ж. Бизе), Таис («Таис» Ж. Массне), Татьяна («Евгений Онегин» П. И. Чайковского), Купава («Снегурочка» Н. А. Римского-Корсакова), Ася («Ася» М. М. Ипполитова-Иванова), Маргарита («Фауст» Ш. Гуно), Шарлотта («Вертер» Ж. Массне), Флория Тоска («Тоска» Дж. Пуччини), Аида («Аида» Дж. Верди), исполнявшиеся в сопровождении оркестров под управлением М. М. Голинкина, И. П. Палиева. Её партнерами в разные годы были: С. В. Балашов, Е. Ф. Петренко, Ф. И. Шаляпин, П. И. Словцов.
Маргарита Николаевна окончила не только класс сольного пения консерватории, но ещё класс спец. фортепиано и была блестящей пианисткой. Вот почему у Петра Ивановича, выступавшего в камерных концертах, любимым аккомпаниатором стала его супруга, отлично знавшая весь его репертуар и великолепно владевшая концертмейстерским искусством.
Петр Иванович и Маргарита Николаевна сочетали педагогическую работу с концертной деятельностью, выступали в различных городах Советского Союза и везде их выступления получали самую восторженную оценку публики и музыковедов. По свидетельству воспоминаний Мельникова, Маргарита Николаевна перенесла резекцию лёгкого, но имела прекрасные вокальные данные.
М. Н. Риоли-Словцова после смерти Петра Ивановича в течение двадцати лет продолжала свою педагогическую деятельность в Красноярске. Среди её учеников можно отметить талантливую Екатерину Иоффель, ставшую впоследствии профессором и воспитавшую Дмитрия Хворостовского.
Маргарита Николаевна скончалась в апреле 1954 года, похоронена на Троицком кладбище рядом с мужем.

## Источники

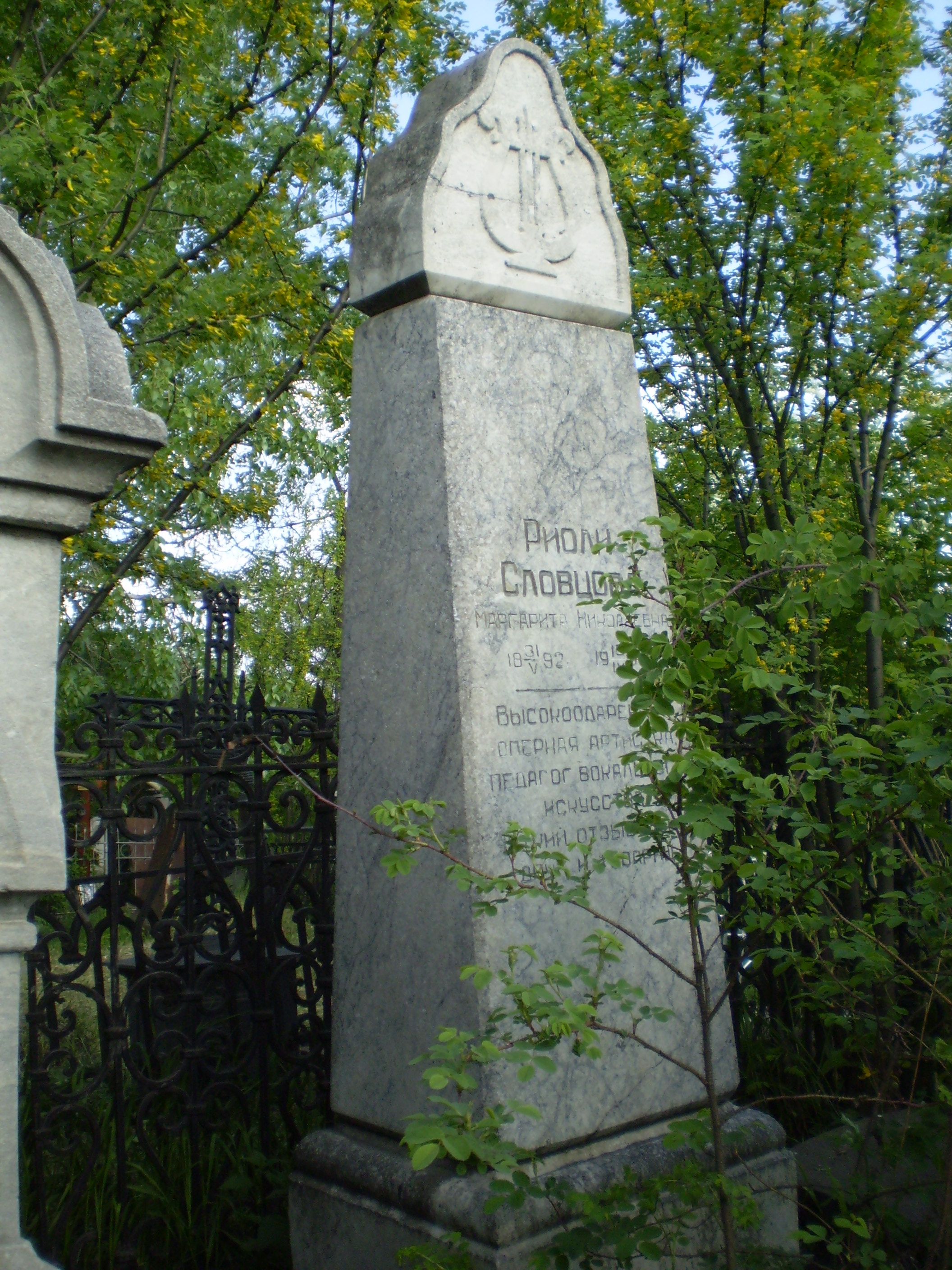
Могила Маргариты Николаевны Риоли-Словцовой.